# Espace des chemins
En topologie, l’espace des chemins sur un espace topologique X est l’ensemble {\displaystyle X^{[0,1]}} des applications continues de l’intervalle unité vers X, muni de la topologie compacte-ouverte. Ces applications sont des chemins dans X, dont le point de départ  est la valeur en 0, et le point d’arrivée est la valeur en 1.
Si l’espace X est muni d’un point de base, l’espace des chemins pointés est le sous-ensemble des chemins commençant au point de base.
L’espace des chemins sur X est homotopiquement équivalent à X, tandis que l’espace des chemins pointés est contractile.
La projection de chaque chemin sur son point de départ définit une fibration de l’espace des chemins {\displaystyle X^{[0,1]}} sur X, dont la fibre est l’espace des chemins pointés.
La projection de chaque chemin pointé sur son point d’arrivée définit une fibration dont la fibre est l’espace des lacets sur X.
La construction de l’espace des chemins constitue un foncteur de la catégorie des espaces topologiques dans elle-même, admettant comme foncteur adjoint à gauche la construction du cylindre topologique. De même, la construction de l’espace des chemins pointés constitue un foncteur de la catégorie des espaces topologiques pointés dans elle-même, admettant comme foncteur adjoint à gauche la construction du cône topologique.
L’ensemble des classes d’homotopie des chemins sur X à extrémités fixées constitue l’ensemble des morphismes d’une petite catégorie dont les objets sont les points de l’ensemble X.